# Exenterus vellicatus
Exenterus vellicatus là một loài tò vò trong họ Ichneumonidae.